# Врбница (Косовска Митровица)
Врбница (алб. Vërbnicë) је насеље у општини Косовска Митровица, Косово и Метохија, Република Србија. Након 1999. село је познато и као Веришт (алб. Verrisht).

## Демографија
| Година       | 1948 | 1953 | 1961 | 1971 | 1981 | 1991 | 2011 |
| ------------ | ---- | ---- | ---- | ---- | ---- | ---- | ---- |
| Становништво | 442  | 473  | 456  | 460  | 418  | 495  | 313  |

|  |